# Nekromantik
Nekromantik è un film del 1987 prodotto in modo semiamatoriale da Jörg Buttgereit.
Girato dopo due lavori minori di età giovanile, è da molti considerata l'opera principe della carriera di Buttgereit. Nessun budget, attori non professionisti, scenografie casalinghe e rozzi effetti speciali ne hanno fatto un'opera di culto.
Qui Buttgereit riprende, esasperandolo, l'approccio necrofilo già tracciato nel 1979 da Joe D'Amato con il suo Buio Omega. Così facendo finisce con l'addentrarsi in un genere ancora inesplorato, miscelando elementi horror e splatter dall'effetto disturbante per lo spettatore, cui fa da sfondo la freddezza e la sensazione di solitudine della periferia della grande città moderna. La dissonante miscela è data anche dal susseguirsi di musica suonata a pianoforte nei momenti più cupi e macabri del film.
Il film ha probabilmente preso ispirazione dalla storia horror Cleanup crew, presente nel terzo volume della breve serie a fumetti antologica Skull Comics (pubblicata dal marzo 1970 al novembre 1972) e pubblicata anche in Italia nel volume Il piacere della paura, pubblicato da Mondadori nel 1973. Come il film, anche il fumetto narra di un uomo che lavora come addetto di una squadra rimozione, che trafuga e colleziona parti di cadaveri e si diverte a usarle per ravvivare la propria vita sessuale con la propria compagna. Tuttavia, il film e il fumetto finiscono per prendere una strada differente, e il film elimina completamente la componente sovrannaturale che permeava l'opera cartacea.

## Trama
Rob lavora per un'impresa specializzata nel pronto intervento da incidente stradale, la J.S.A. (Joe's Sauberungsaktion Agency). Condivide con la sua ragazza Betty l'insolita passione per i resti umani, che talvolta durante il lavoro riesce a sottrarre di nascosto per poi collezionarli sotto formalina. Ma un giorno riesce a sottrarre un intero cadavere ritrovato nei boschi nel corso della giornata lavorativa. Fra i tre scoppia un amore malato che li vede protagonisti in un ménage à trois, dopo avere ricostruito con un tubo metallico un pene artificiale al defunto.
Il rapporto sentimentale è destinato a interrompersi dopo il licenziamento di Rob. Betty, che non vuol trascorrere i suoi anni migliori con un poveraccio, molla Rob e fugge con il suo nuovo fidanzato decomposto. Rob non riuscirà più a trovare un altro amore, e capisce che l'unico modo per riconquistare Betty è diventare lui stesso un cadavere. La strada del suicidio, che lo porterà a squarciarsi il ventre con un grosso coltello (durante il quale dal suo pene verrà eiaculato prima sperma e poi sangue), è l'unica percorribile.

## Distribuzione
Data la natura stessa del progetto, Nekromantik, così come tutti gli altri lavori di Buttgereit, non ha mai avuto spazio nei tradizionali canali di distribuzione cinematografica. Per anni l'unico modo di promozione è stata la distribuzione off, cioè non autorizzata, basata nei primi anni sulla duplicazione in VHS, e in seguito tramite file sharing. Il successo tra gli appassionati ha consentito in tempi recenti la pubblicazione ufficiale in DVD e in Blu-ray, a opera della Arrow Films.